# Raphidascaris
Raphidascaris eine Gattung der Spulwürmer mit 48 Arten, die als Parasiten im Magen-Darm-Trakt von Fischen vorkommen.

## Merkmale
Raphidascaris sind Raphidascarididae, deren Lippen, im Gegensatz zu Raphidascaroides, nicht länger als breit sind. Zwischenlippen fehlen, ein Blinddarm ist ebenfalls nicht ausgebildet.

## Arten
Zur Gattung gehören folgende Arten:
- Raphidascaris acentrogobii Wang & Wu, 1991
- Raphidascaris acus (Bloch, 1779)
- Raphidascaris adelinae (Condorelli-Francaviglia, 1898)
- Raphidascaris africanus (Khalil & Oyetayo, 1988)
- Raphidascaris alaetocephala (Bilqees & Khanum, 1972)
- Raphidascaris anchoviellae Chandler, 1935
- Raphidascaris aspinosa (Bilqees & Khanum, 1972)
- Raphidascaris atlanticus Rodrigues, 1974
- Raphidascaris bishaii (Khalil, 1961)
- Raphidascaris blochii Bilqees & Khanum, 1974
- Raphidascaris canadensis Smedley, 1933
- Raphidascaris cristata Von Linstow, 1872
- Raphidascaris cyprini Wang, 1965
- Raphidascaris elacatiae (Khan & Gegum, 1971)
- Raphidascaris fisheri (Hooper, 1983)
- Raphidascaris gigi Fujita, 1928
- Raphidascaris gracillima Linstow, 1800
- Raphidascaris karachiensis (Bilqees & Khanum, 1972)
- Raphidascaris leiocassis Wang, 1965
- Raphidascaris lophii Wang & Wu, 1991
- Raphidascaris manazi (Bilqees & Khanum, 1972)
- Raphidascaris mangra (Bilqees & Khanum, 1972)
- Raphidascaris multipapilla (Bilqees & Khanum, 1972)
- Raphidascaris nipponensis (Yamaguti, 1941)
- Raphidascaris olseni (Garg, 1986)
- Raphidascaris panijii Khan & Yaseen, 1969
- Raphidascaris spirocaudata (Bilqees & Khanum, 1972)
- Raphidascaris synodi Parukhin, 1973